# 過飽和蒸汽
過飽和蒸汽（英文：Supersaturated steam），是指蒸汽超過該溫度下的飽和壓力，而不發生相變的現象。該蒸汽稱為過飽和蒸汽。例如，20°C下的飽和蒸汽壓為0.0238 Kg/cm2 ，如果該溫度下的蒸汽壓超過0.0238 Kg/cm2 ，而不發生凝結的現象，此時的蒸汽就是過飽和蒸汽。但是不穩定。
由於過飽和蒸汽的壓力從飽和蒸汽表來看，所對應的飽和溫度是高於目前本身的溫度，所以過飽和蒸汽也叫做過冷蒸汽（英文：Supercooled  steam），而與此相反，過熱蒸汽則為未飽和蒸汽。